# Ueli Kestenholz
Ueli Kestenholz (10 maggio 1975) è un ex snowboarder svizzero.

## Palmarès

### Olimpiadi
- Bronzo a Nagano 1998 nello slalom gigante.